# Producción para el uso
La producción para el uso es una frase que se refiere al principio de organización económica y la producción tomada como un criterio definitorio para una economía socialista. Se lleva a cabo en contraste con la producción con fines de lucro. Este criterio se usa para distinguir el socialismo del capitalismo, y fue una de las características definitorias fundamentales del socialismo inicialmente compartido por los socialistas marxistas, los socialistas evolutivos, los anarquistas sociales y los socialistas cristianos.
Este principio es amplio y puede referirse a una serie de configuraciones diferentes que varían según la teoría subyacente de la economía empleada. En su definición clásica, la producción para el uso implicaba un sistema económico por el cual la ley del valor y la ley de la acumulación ya no dirigían la actividad económica, por lo que se utilizaba una medida directa de utilidad y valor en lugar de las abstracciones del sistema de precios, dinero y capital. Las concepciones alternativas del socialismo que no utilizan el sistema de ganancias como el modelo de Lange implican el uso de un sistema de precios y el cálculo monetario. 
La crítica central del sistema de ganancias capitalistas por parte de los socialistas es que la acumulación de capital ("hacer dinero") se separa cada vez más del proceso de producción de valor económico, lo que lleva al desperdicio, la ineficiencia y los problemas sociales. Esencialmente, es una distorsión de la contabilidad apropiada basada en la afirmación de la ley del valor en lugar de los costos "reales" de los factores de producción, determinados objetivamente fuera de las relaciones sociales. 

## Exposición
La producción para uso se refiere a un acuerdo mediante el cual la producción de bienes y servicios se realiza ex ante (directamente) para su utilidad (también llamada "valor de uso"). La implicación es que el valor de la producción económica se basaría en el valor de uso o en una medida directa de la utilidad en lugar del valor de cambio; debido a que la actividad económica se emprendería para satisfacer directamente las demandas económicas y las necesidades humanas, el aparato productivo atendería directamente las necesidades individuales y sociales. Esto se contrasta con la producción para el intercambio del bien o servicio producido con el fin de obtener beneficios, cuando la producción está sujeta a la acumulación perpetua de capital, una condición en la que la producción solo se realiza si genera beneficios, lo que implica un medio ex post o indirecto de satisfacción de la demanda económica. El sistema de ganancias está orientado a generar una ganancia para reinvertirse en la economía (y la continuación constante de este proceso), con el resultado de que la sociedad está estructurada en torno a la necesidad de una acumulación perpetua de capital. En contraste, la producción para el uso significa que la acumulación de capital no es una fuerza impulsora obligatoria en la economía y, por extensión, el proceso central alrededor del cual gira la sociedad y la cultura. La producción con fines de lucro, en contraste, es el modo de producción dominante en el sistema del mundo moderno, equivale a "rentabilidad" y "productividad" y supone que el primero siempre equivale a este último. 
Algunos pensadores, incluido el filósofo y economista político austriaco Otto Neurath, han usado la frase "socialización" para referirse al mismo concepto de "producción para uso". En la fraseología de Neurath, la "socialización total" implica el cálculo en especie en lugar del cálculo financiero y un sistema de planificación en lugar de la asignación de bienes económicos basada en el mercado.  Existen concepciones alternativas en forma de socialismo de mercado.

## Uso
- Karl Marx se refirió a la "producción de valores de uso" como una característica de cualquier modo de producción económico, pero caracterizó al capitalismo como un modo de producción que subyugó la producción de valor de uso para la autoexpansión de capital (es decir, la acumulación de capital o producción con fines de lucro). En contraste, el socialismo se definió vagamente como un sistema basado en la producción directa de valor de uso libre del proceso de acumulación continua de capital.[5] Pero en una sociedad comunista, donde no habrá clases sociales, "el consumo no será ya determinado por el mínimo de tiempo necesario para la producción; al contrario, la cantidad de tiempo que ha de consagrarse a la producción de los diferentes objetos será, determinada por el grado de utilidad social de cada uno de ellos".[6]
- Friedrich Engels, colaborador de Marx, escribió en el Anti-Dühring que en el modo de producción socialista dejará de aplicarse la ley del valor y el dinero dejará de ser la medida del valor de cambio de las mercancías.[7] Todavía sería necesario "saber cuánto trabajo requiere la producción de cada objeto de uso" para la planificación económica, el cual "quedará finalmente determinado por la comparación de los efectos útiles de los diversos objetos de uso entre ellos y con las cantidades de trabajo necesarias para su producción" sin necesidad del concepto de "valor".[8]

- Eugene V. Debs popularmente usó la frase cuando se postuló para presidente de los Estados Unidos en 1912, afirmando que el capitalismo se basa en la producción con fines de lucro y, en contraste, el socialismo se postula en la producción para el uso.[9]

- Norman Thomas, un candidato presidencial en los Estados Unidos para el Partido Socialista de Estados Unidos en las seis elecciones de 1928 a 1948, contrastó el socialismo con el capitalismo al afirmar que el socialismo se basa en la producción para el uso y el fin del sistema de ganancias.[10]

- Friedrich Hayek definió el socialismo como "...la propiedad común de los medios de producción y su 'empleo para uso, sin fines de lucro'", y asocia el aumento del estado de bienestar de los socialdemócratas en la Europa posterior a la Segunda Guerra Mundial como un rechazo del socialismo en el sentidnictécico.[11]

## Descripción
Los defensores del socialismo argumentan que la producción con fines de lucro (es decir, el capitalismo) no siempre satisface las necesidades económicas de las personas, especialmente de la clase trabajadora, porque el capital solo invierte en la producción cuando es rentable. Esto no satisface la demanda, es decir, las necesidades de las personas que carecen de las necesidades básicas pero que tienen un poder de compra insuficiente para adquirir estas necesidades de una manera que sea rentable para las empresas. Esto se traduce en una serie de ineficiencias: los artículos no vendidos rara vez se entregan a las personas que los necesitan, pero que no pueden costearlos, los trabajadores desempleados no se utilizan para producir dichos servicios y los recursos se gastan en ocupaciones que no tienen otro propósito que apoyar a Acumulación de ganancias en lugar de ser utilizada para proporcionar bienes y servicios útiles.  Por ejemplo, la burbuja inmobiliaria de los Estados Unidos dio como resultado una sobreproducción de unidades de vivienda que no podían venderse con ganancias, a pesar de que había suficiente demanda y necesidad de unidades de vivienda. 
La producción para uso en alguna forma fue la modalidad históricamente dominante hasta la acumulación primitiva inicial de capital. 
La planificación económica no es sinónimo de producción para uso. La planificación es esencial en la producción globalizada moderna tanto dentro de las empresas como dentro de los estados nacionales. La planificación para maximizar la rentabilidad (es decir, dentro de industrias y corporaciones privadas) o para mejorar la eficiencia de la acumulación de capital en la macroeconomía capitalista (es decir, política monetaria, política fiscal, política industrial) no cambia los criterios fundamentales y la necesidad de generar una beneficio financiero para ser reinvertido en la economía, no sea que vaya a entrar en una crisis. Una crítica más reciente de la producción con fines de lucro es que no logra abordar de manera espectacular cuestiones como las externalidades que la junta y la administración de una empresa con fines de lucro a menudo tienen la responsabilidad fiduciaria de ignorar si dañan o entran en conflicto con los motivos de beneficios de los accionistas. 

### Críticas de la producción con fines de lucro
Algunos socialistas sugieren que se producen una serie de resultados irracionales del capitalismo y la necesidad de acumular capital cuando las economías capitalistas alcanzan un punto en el desarrollo en el que la inversión se acumula a una tasa mayor que el crecimiento de oportunidades de inversión rentables. La crítica socialista central del sistema de ganancias es que la acumulación de capital se separa más del proceso de producción de valor económico, lo que lleva al desperdicio, la ineficiencia y los problemas sociales subyacentes. 
La publicidad y la obsolescencia planificada son estrategias utilizadas por las empresas para generar demanda para el consumo continuo requerido por el capitalismo para sostenerse, de modo que, en lugar de satisfacer las necesidades sociales e individuales, el capitalismo atiende ante todo a la necesidad artificial de acumulación de capital. 
La creación de industrias, proyectos y servicios no tiene otro propósito que generar ganancias, crecimiento económico o mantener el empleo. El impulso para crear tales industrias surge de la necesidad de absorber los ahorros en la economía y, por lo tanto, de mantener la acumulación de capital. Esto puede tomar la forma de la corporatización y comercialización de los servicios públicos, es decir, transformarlos en industrias generadoras de ganancias para absorber la inversión, o la creación y expansión de sectores de la economía que no producen ningún valor económico por sí mismos porque solo tratan Actividades relacionadas con el intercambio, sectores como los servicios financieros. Esto puede contribuir a la formación de burbujas económicas, crisis y recesiones.
Para los socialistas, la solución a estos problemas implica una reorientación del sistema económico de la producción con fines de lucro y la necesidad de acumular capital a un sistema donde la producción se ajusta para satisfacer las demandas individuales y sociales directamente. 

#### Críticas a la planificación central
Los opositores socialistas y no socialistas del modelo soviético de planificación económica han criticado el modelo soviético centralizado de una economía planificada por motivos similares a la crítica contra el capitalismo: la producción a menudo se realizaba para cumplir los objetivos del plan en lugar de producirse.

### Contrastado con el capitalismo de estado
Como criterio objetivo para el socialismo, la producción para el uso se puede utilizar para evaluar el contenido socialista de la composición de los sistemas económicos anteriores y existentes. Por ejemplo, un sistema económico dominado por empresas nacionalizadas organizadas en torno a la producción de ganancias, ya sea que la empresa retenga o pague al gobierno como pago de dividendos, sería una economía estatal capitalista. En tal sistema, la estructura organizativa de la empresa sigue siendo similar a una empresa del sector privado; Los costos no financieros se externalizan porque la rentabilidad es el criterio de producción, de modo que la mayoría de la economía sigue siendo esencialmente capitalista a pesar del título formal de "propiedad pública". Esto ha llevado a muchos socialistas a categorizar el sistema económico chino actual como una economía capitalista o capitalista estatal.
La economía de la Unión Soviética se basaba en la acumulación de capital para reinvertir y la producción con fines de lucro; La diferencia entre esto y el capitalismo occidental fue que la Unión Soviética logró esto a través de la industria nacionalizada y la inversión dirigida por el estado, con el objetivo final de construir una sociedad socialista basada en la producción para el uso y la autogestión. Vladimir Lenin describió la economía soviética como "capitalismo monopolio de estado"  y no lo consideró como socialismo. Durante las reformas de Liberman de 1965, la Unión Soviética reintrodujo la rentabilidad como un criterio para las empresas industriales. Otros puntos de vista sostienen que la Unión Soviética se convirtió en un sistema no capitalista y no socialista caracterizado por el control y la subordinación de la sociedad por parte de los funcionarios del partido y del gobierno que coordinaron la economía; esto puede llamarse colectivismo burocrático. 

### Teorías socialistas contrarias
El concepto de producción para uso ha sido rechazado por algunos socialistas, en particular los defensores del socialismo de mercado, que sostienen que las empresas de propiedad social pueden competir entre sí y generar ganancias en una economía de mercado, con o sin abordar el problema de la distribución de esta ganancia. Los economistas neoclásicos argumentan que, en condiciones de optimismo de Pareto, la búsqueda de ganancias conduce a la satisfacción de las demandas económicas (la provisión de valores de uso) y que el socialismo de mercado podría lograr este resultado mientras se mantiene la rentabilidad como el criterio operacional para los socialistas. las empresas. En particular, algunos socialistas de mercado justifican su posición al afirmar que la sociedad en su conjunto controlaría el producto excedente (el beneficio generado por las empresas de propiedad pública), que podría utilizarse para financiar bienes públicos o inversiones públicas en lugar de acumularse en manos de Capitalistas y accionistas. 
Muchos socialdemócratas actualmente rechazan este concepto por completo, y desean retener el sistema económico capitalista promoviendo un estado de bienestar y las intervenciones económicas para hacer al capitalismo más "equitativo" sin cuestionar la legitimidad del sistema de ganancias.

## Producción social y procesos peer-to-peer
Michel Bauwens identifica el surgimiento del movimiento de software abierto y la producción de igual a igual como un modo alternativo de producción emergente a la economía capitalista que se basa en la autogestión colaborativa, la propiedad común de los recursos y la producción (directa) del uso. -valores a través de la libre cooperación de productores que tienen acceso a capital distribuido.
La producción colaborativa basada en productos comunes generalmente involucra a desarrolladores que producen bienes y servicios sin el objetivo de obtener ganancias directamente, pero que contribuyen libremente a un proyecto que se basa en un conjunto común de recursos y código de software. En ambos casos, la producción se realiza directamente para su uso, el software se produce únicamente por su valor de uso. 

## Valoración y cálculo
Se han propuesto múltiples formas de valoración para gobernar la producción en una economía socialista, para servir como unidad de cuenta y para cuantificar la utilidad de un objeto en el socialismo. Estas incluyen valoraciones basadas en el tiempo de trabajo, el gasto de energía en producción o unidades desagregadas de cantidades físicas.

### Cantidades físicas
La formulación clásica del socialismo implicaba reemplazar los criterios de valor del dinero (valor de cambio) a la utilidad física (valor de uso), que se cuantificaría en términos de cantidades físicas (Cálculo en especie y análisis de entrada-salida) o alguna unidad natural de Contabilidad, como la contabilidad energética.
El análisis del modelo de entrada-salida se basa en la determinación directa de las cantidades físicas de bienes y servicios que se producirán y en la asignación de las entradas económicas correspondientes; por lo tanto, los objetivos de producción son preplanificados. La planificación económica soviética se centró de manera abrumadora en los balance de materiales, equilibrando la oferta de insumos económicos con los objetivos de producción planificados. 

### Costo marginal
Oskar Lange formuló un mecanismo para la asignación directa de bienes de capital en una economía socialista que se basaba en el costo marginal de producción. En una economía capitalista, los gerentes de las empresas tienen la obligación de basar la producción en torno a la rentabilidad, y en teoría, la presión competitiva crea una presión a la baja sobre las ganancias y obliga a las empresas privadas a responder a las demandas de los consumidores, aproximándose indirectamente a la producción para su uso. En el Modelo de Lange, las empresas serían de propiedad pública y los gerentes tendrían la tarea de establecer el precio de la producción a su costo marginal, logrando así la eficiencia de Pareto a través de la asignación directa. 

### Cibernética
La cibernética, el uso de computadoras para coordinar la producción de una manera óptima, se ha sugerido para las economías socialistas. Oskar Lange, rechazando sus propuestas anteriores para el socialismo de mercado, argumentó que la computadora es más eficiente que el proceso del mercado para resolver la multitud de ecuaciones simultáneas necesarias para asignar los insumos económicos de manera eficiente (ya sea en términos de cantidades físicas o precios monetarios).
El gobierno liderado por los socialistas de Salvador Allende desarrolló el Proyecto Cybersyn, una forma de planificación económica descentralizada a través del modelo experimental de sistema viable dirigido por computadora de la estructura organizativa computada de las unidades operativas autónomas a través de un sistema de retroalimentación algedonic y una toma de decisiones participativa ascendente por parte de Componente Cyberfolk. El proyecto se disolvió después del golpe de Estado chileno de 1973. 

### Mercado libre
Sobre la base de la perspectiva de que la ley del valor continuaría operando en una economía socialista, se argumenta que una economía de mercado purgada de elementos parasitarios y de desperdicio en forma de propiedad privada de los medios de producción y las distorsiones que surgen de la concentración. El poder y la riqueza en una clase de capitalistas permitirían que el mercado operara eficientemente sin distorsiones. El simple hecho de reemplazar los intereses antagónicos entre los capitalistas y los trabajadores en las empresas alteraría la orientación de la economía del beneficio privado al cumplimiento de las demandas de la comunidad, ya que las empresas buscarían maximizar los beneficios para los miembros-trabajadores, quienes, en su conjunto, abarcan la sociedad. El economista cooperativo Jaroslav Vanek sugiere que la autogestión de los trabajadores y la propiedad cooperativa de las empresas que operan en un mercado libre permitiría una auténtica economía de mercado libre de tendencias monopolísticas, monopolísticas e intereses antagónicos que surgen de la propiedad privada sobre la producción.

## En la cultura popular
En la película dirigida por Howard Hawks de 1940, His Girl Friday, escrita por Charles Lederer basada en la obra de Broadway de 1928 The Front Page, de Ben Hecht y Charles MacArthur, la reportera Hildy Johnson (Rosalind Russell) entrevista al asesino acusado Earl Williams (John Qualen) en la cárcel Para escribir su historia para su periódico. Williams está abatido y confundido, y lo acepta fácilmente cuando Johnson lo lleva a un relato de los eventos que precedieron al asesinato, que gira en torno al desesperado hombre sin trabajo que escucha la expresión "producción para usar" y transfiere el concepto a su mente. a la pistola que tenía: estaba hecha para ser usada, y la usó. Esta es la historia sobre Williams que Johnson escribe, para admiración de los otros reporteros que cubren el caso. Esta versión de las motivaciones de Earl Williams difiere significativamente de la presentada en la obra teatral original y la primera adaptación cinematográfica de ella desde 1931. En esos guiones, el asesino era un anarquista comprometido que tenía razones políticas definidas para el tiroteo, y no necesitaba ser influenciado por una personalidad más fuerte en una narrativa falsa.

## Lectura adicional
- Loeb, Harold (1936). Production For Use. Basic Books, Inc. ISBN 978-1443745246.
- Strachey, John (1939). How Socialism Works. Modern Age Books.